# فرد كلاين
فرد كلاين (بالفرنسية: Fred Klein)‏ هو رسام هولندي وفرنسي، ولد في 8 أبريل 1898 في باندونغ في إندونيسيا، وتوفي في 24 أبريل 1990 في باريس في فرنسا.